# Енгибаров, Леонид Георгиевич
Леони́д Георгиевич Енгиба́ров (арм. Լեոնիդ Ենգիբարյան, Енгибарян; 15 марта 1935[…], Москва[…] — 25 июля 1972, Москва) — советский клоун-мим, выступавший в амплуа «грустный клоун», писатель. Народный артист Армянской ССР (1971).

## Биография

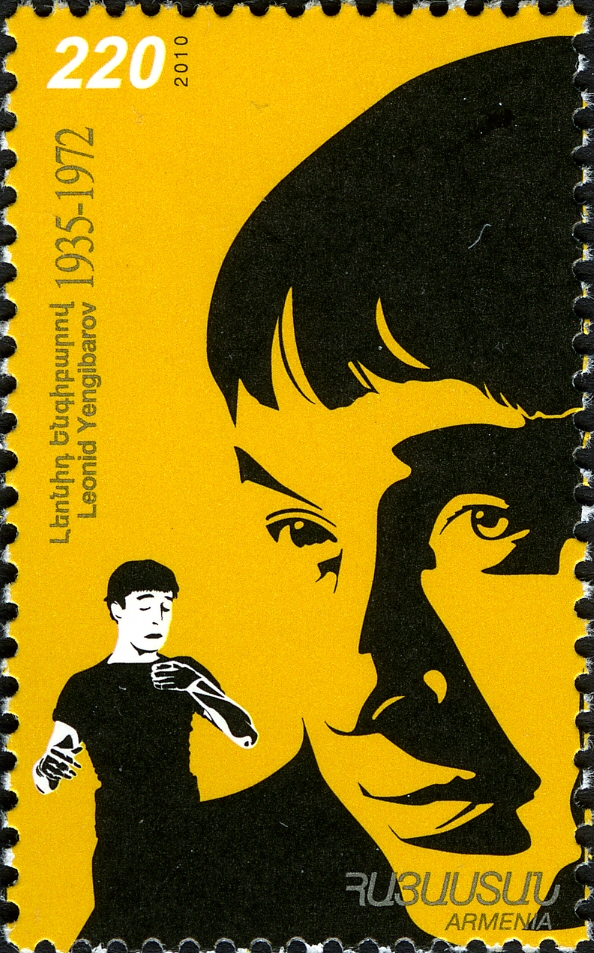
Марка Армении

Могила на Ваганьковском кладбище

Родился в Москве в семье армянина Георгия Саркисовича, повара по профессии (работал шеф-поваром в ресторане гостиницы «Метрополь»), и Антонины Андриановны — русской, уроженки Тверской области. Это был третий брак Георгия Саркисовича; у Леонида было два старших единокровных брата (от двух предыдущих браков отца) — Михаил, ставший известным скульптором в Одессе, и Рачья (Капланян) — впоследствии народный артист СССР, главный режиссёр Ереванского драматического театра.
Почти всю жизнь прожил в старом деревянном доме в Марьиной роще.
С детства любил стихи Пушкина, сказки Андерсена и кукольный театр. Ещё будучи школьником, стал заниматься боксом. После школы поступил в Московский институт физкультуры, но вскоре ушёл из него.
В 1955 году поступил в цирковое училище на отделение клоунады. Его режиссёром-педагогом стал Юрий Павлович Белов (1932—2015). Это был единственный режиссёр, с которым работал Енгибаров на протяжении всей своей жизни. Ещё будучи студентом (с 1956 года), Енгибаров стал выступать на эстраде в качестве мима.
В 1959 году выпустился из циркового училища как «соло-клоун». 25 июля 1959 года состоялся дебют Л. Енгибарова на манеже Новосибирского цирка. С 1959 года работал в армянском цирковом коллективе.
В 1960 году гастролировал в Харькове, Тбилиси, Воронеже, Минске и других городах. В 1961 году прошли гастроли в Одессе, Баку, Москве. Первые гастроли в Москве, прошедшие в цирке на Цветном бульваре, имели оглушительный успех. Первые заграничные гастроли, прошедшие в Польше (Краков, Варшава), также имели успех.
В 1962 году прошли гастроли в Ленинграде, где Енгибарову вручили медаль за лучший номер года. В Ленинграде он познакомился с Марселем Марсо и Роланом Быковым. Быков стал его близким другом на всю жизнь.
В 1963 году снялся в главной роли (клоун Лёня) в фильме «Путь на арену» (студия «Арменфильм», режиссёр Г. Малян и Л. Исаакян). В 1964 году снялся в роли немого пастуха в фильме Сергея Параджанова «Тени забытых предков» (студия имени Довженко, Киев).
В 1964 году в Праге, на Международном конкурсе клоунов Енгибаров занял первое место. Тогда же в чешских газетах были впервые опубликованы новеллы Енгибарова. В 1965 году состоялись вторые гастроли в Москве. В Праге родилась дочь Енгибарова — Барбара. Её мать — чешская журналистка и художница Ярмила Галамкова. В 1966 году на экраны выходит документальный фильм «Леонид Енгибаров, знакомьтесь!» (режиссёр — В. Лисакович). За 1960—1969 годы Енгибаров объездил с гастролями весь СССР. Особенно его любили в Одессе, Киеве, Ереване, Ленинграде. В марте—июле 1970 года прошли третьи московские гастроли Енгибарова. В этом же году в Ереване был снят фильм «2-Леонид-2».
В 1971 году Л. Енгибаров вместе с Беловым создаёт спектакль «Звёздный дождь» и показывает его в Ереване и в Москве (в Театре эстрады). Енгибаров вынужденно уходит из цирка и создаёт свой театр (режиссёр — Юрий Белов). По замыслу Енгибарова, это — «театр с моноспектаклями, где останутся мои репризы, клоунады, где появится масса новых трюков, но где всё будет объединёно одной идеей». Репетиции проходят в Марьиной роще. За пять месяцев был создан спектакль «Причуды клоуна». В Ереване выходит первая книга новелл «Первый раунд». Также в этом году Енгибаров снялся в фильме Т. Е. Абуладзе «Ожерелье для моей любимой» (в роли клоуна Сугури). С октября 1971 года по июнь 1972 года Енгибаров гастролирует со своим театром по всей стране. За 240 дней было сыграно 210 спектаклей. В этом же году снялся в небольшом эпизоде в фильме В. М. Шукшина «Печки-лавочки».

### Смерть
24 июля 1972 года Енгибаров вернулся домой после концерта в Зелёном театре; из-за ангины, которую Енгибаров переносил на ногах, он чувствовал недомогание. Весь следующий день Енгибаров провёл дома; к вечеру 25 июля ему стало ещё хуже, и он скончался от остановки сердца. В свидетельстве о смерти записано: «хроническая ишемическая болезнь сердца»; матери артиста объяснили, что причиной смерти стал тромб, который образовался от того, что Енгибаров вернулся с гастролей больным и продолжал репетировать с ангиной.
28 июля похоронен на Ваганьковском кладбище (2 уч.). Автор надгробного памятника — Николай Никогосян.
Смерть артиста была воспринята многими представителями интеллигенции как личная трагедия. Владимир Высоцкий очень эмоционально отреагировал на весть о смерти Енгибарова.
Чешский певец Карел Готт, который дружил с Леонидом Енгибаровым, записал в 1974 году песню «Byl jak já» в память о клоуне.

## Семья
Отец — Георгий Саркисович Енгибарян, работал шеф-поваром в ресторанах «Метрополь» и «Арарат» в Москве.
Мать — Антонина Андриановна Кудрявцева (1910—1974), домохозяйка, портниха, похоронена рядом с сыном на Ваганьковском кладбище (2 уч.).
Единокровный старший брат — Михаил Георгиевич Енгибарян, художник, скульптор.
Единокровный средний брат — Рачья Никитович (Грачья Мкртичевич) Капланян (1923—1988), армянский, советский актёр, театральный режиссёр, педагог. Народный артист СССР.
Первая жена — Ада Николаевна Шереметьева (род. 1936), советская актриса театра и кино. Развод.
Вторая жена (брак не оформлен) — Ярмила Галамкова(? — 1973 или 1977), чешская журналистка и художница. Погибла в автокатастрофе.
- Дочь — Барбара Галамкова (род. 1965)[9]

## Награды и звания
- народный артист Армянской ССР (1971).
- В 1964 году на Европейском конкурсе клоунов в Праге получил первую премию — кубок Эдуарда Басса[чеш.].

## Память

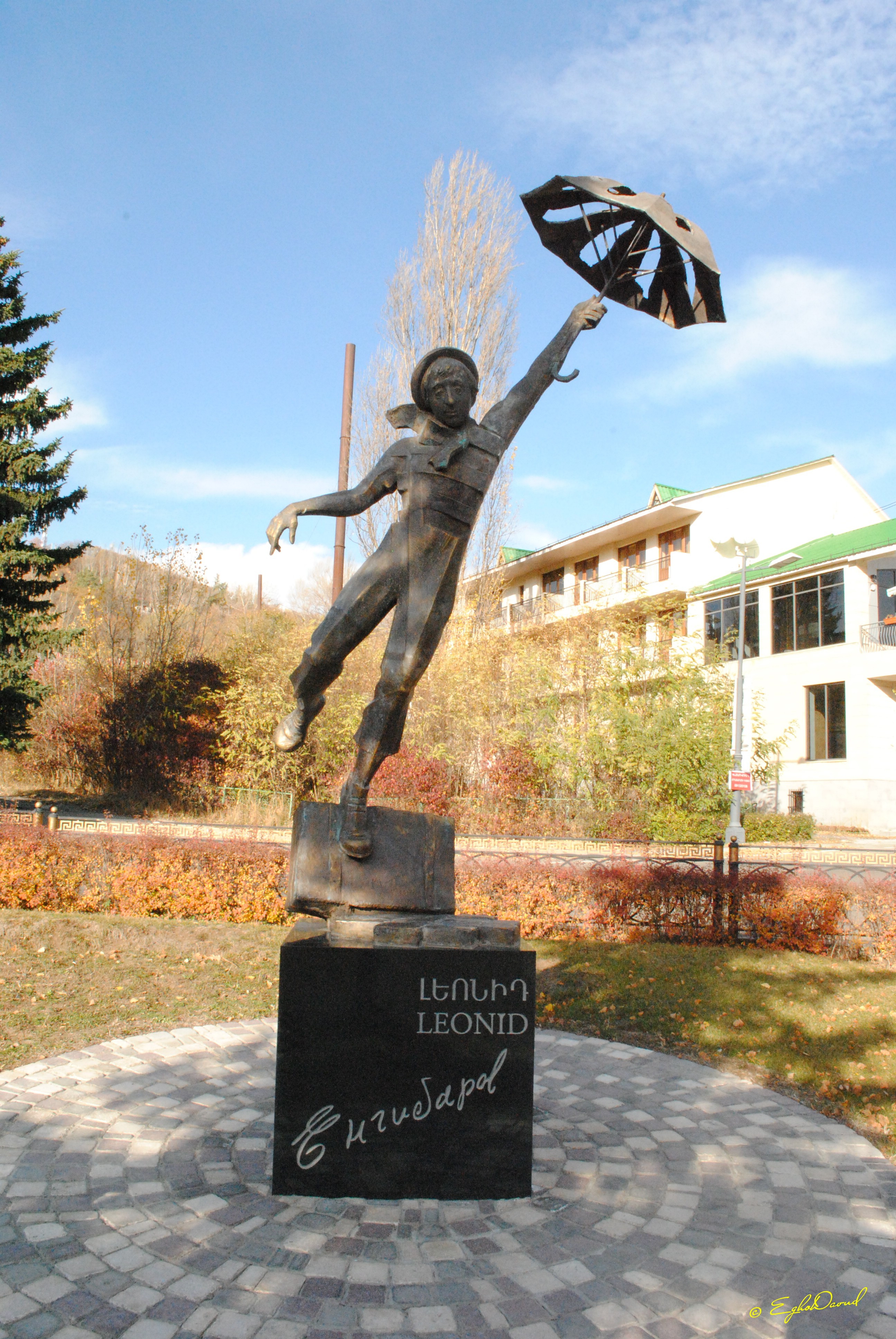
Памятник Леониду Енгибарову в Цахкадзоре (Армения)

- Культурный центр «Софит» имени Енгибарова (Москва)
- С 2011 года в Москве и Нижнем Новгороде регулярно проходят Фестивали искусств им. Л. Енгибарова[10].
- В Цахкадзоре проводится Международный фестиваль пантомимы имени Леонида Енгибаряна[5]

### Фильмография

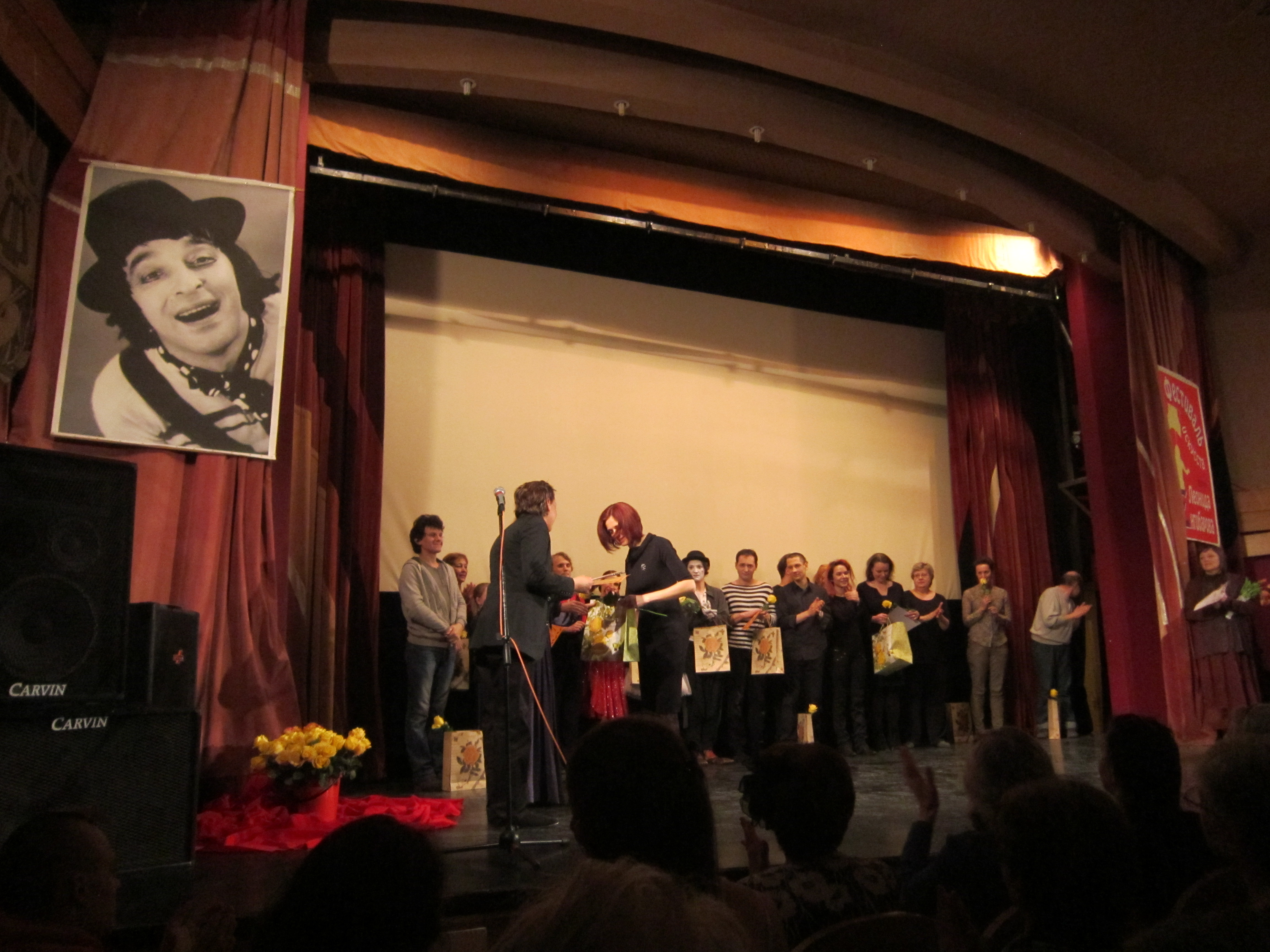
Награждение участников 8-го Фестиваля им. Енгибарова, Москва, 2015

- 1963 — «Путь на арену», реж. Левон Исаакян, Генрих Малян
- 1964 — «Тени забытых предков», реж. Сергей Параджанов
- 1971 — «Ожерелье для моей любимой» реж. Тенгиз Абуладзе
- 1983 — «Цирк нашего детства», реж. Алексей Габрилович
- 1984 — «Леонид Енгибаров», реж. Лилиан Степанян
- 1985 — «Человек с жёлтой планеты», автор и реж. Месроп Мовсесян
- 1986 — «Клоун с осенью в сердце», программа из телецикла Игоря Кио «Все клоуны. Выпуск 4. Леонид Енгибаров»
- 1987 — «И молча сказал он…», автор и реж. Месроп Мовсесян
- «Леонид Енгибаров. Телемемуары. Он был солнечным клоуном…»: Ролан Быков о Леониде Енгибарове.
- 1993 — «Леонид Енгибаров — все репризы», автор Мариэтта Рудина
- 1997 — «Леонид Енгибаров» (серия «Фрак народа»), автор Владимир Оренов
- 2000 — «Король карманных воров. Леонид Енгибаров», реж. Кирилл Ашухов
- «Лёня, покажи нам что-нибудь!», реж. Татьяна Вилькина.
- 2000 — «Звёздный клоун», анимационный фильм, реж. Ксения Кротова, автор сценария Мария Романушко,
- 2003 — «Короли смеха. Енгибаров», реж. Дмитрий Лютиков
- 2005 — «Сердце на ладони»: посвящёно 70-летию Л. Енгибарова,
- 2005 — «Леонид Енгибаров. Смех сквозь слёзы», реж. Сергей Холодный
- 2006 — «Леонид Енгибаров» (из цикла «Как уходили кумиры»), режиссёр-постановщик Михаил Роговой, режиссёр Дмитрий Негрук, Дмитрий Кужаров
- 2008 — «Поэт и клоун», реж. Олег Васин,
- 2014 — «С осенью в сердце», реж. Георгий Параджанов[11][12].

### Поэзия и проза
У Владимира Высоцкого песня «Четыре четверти пути» (Канатоходец) и стихотворение 1972 года «Енгибарову — от зрителей»:
«…Ну а он, как будто в воду канув,

Вдруг при свете, нагло, в две руки

Крал тоску из внутренних карманов

Наших душ, одетых в пиджаки…»
Пять книг, посвящённых Леониду Енгибарову, вышли из-под пера московского литератора — поэта и прозаика Марии Романушко: «Леонид Енгибаров: Мим, говорящий с вечностью» (2010), «Леонид Енгибаров: Клоун глазами поэта» (художественная биография, 2008), «Не прощаюсь с тобой» (повесть о цирке, 1997), «Сурожская тетрадь» (стихи, 1996), «Еженощное» (стихи, 1995).
Филателия
- В 2011 году была выпущена почтовая марка Армении, посвящённая Енгибарову.

### Памятники

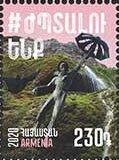
Памятник Леониду Енгибарову на почтовой марке Армении, 2020

- В Армении, в Ереване и в Цахкадзоре (скульптур — Д. Минасян) Енгибарову установлены памятники[14][15].

### Спектакли
- В 2012 году московским театром МастерскаЯЮ поставлен спектакль «Это очень важно для будущей весны» по новеллам Леонида Енгибарова. Режиссёр — ЯЮ.
- 20 января 2015 года в творческом центре «Театр Неформат» прошла премьера моноспектакля Ярослава Козлова по новеллам Л. Енгибарова «Сердце в кармане», реж. Антон Тимофеев.

## Фильмография
Игровое кино
- 1957 — Коммунист — бандит
- 1963 — Путь на арену — Лёня Енгибарян, клоун
- 1964 — Тени забытых предков — Мико, пастух
- 1965 — Давайте знакомиться: месяц Май (среднеметражный) — мим
- 1965—1966 — Голубой огонёк: «Новогодний календарь» и «В первый час» — телеоператор
- 1966 — Айболит-66 — весёлый клоун
- 1968 — Удар! Ещё удар! — фотокорреспондент
- 1969 — Берег юности — клоун
- 1969 — Мечты, мечты (короткометражный) — клоун
- 1970 — 2-Леонид-2 — Лёня (камео)
- 1971 — Ожерелье для моей любимой — Сугури, акробат
- 1972 — Карнавал — клоун
- 1972 — Печки-лавочки — клоун-гость у профессора (камео)

Документальное кино
- 1966 — Великие клоуны
  - Это очень, очень серьёзно… (короткометражный)
  - Леонид Енгибаров, знакомьтесь! (короткометражный)